# Vibonati
Vibonati község (comune) Olaszország Campania régiójában, Salerno megyében.

## Fekvése
A Policastrói-öböl partján fekszik, Sapritól északnyugatrara a szárazföld belseje felé, a Cacafava valamint a Villamare folyók völgyében. A Cilento és Vallo di Diano Nemzeti Park része. Határai: Casaletto Spartano, Ispani, Santa Marina, Sapri, Torraca és Tortorella.

## Története
A régészeti és történelmi kutatások szerint Vibonatit valószínűleg római telepesek alapították Vibo ad Siccam néven, amelyről Cicero is említést tett feljegyzéseiben. Alternatív elméletek szerint a települést türoszi föníciaiak alapították. Első írásos említése 1415-ből származik, amikor a ravellói grófok birtoka volt. 1806-ig a Caracciolo nemesi család birtokolta, majd a feudalizmus felszámolásával a Nápolyi Királyságban, önálló község lett. 

## Népessége
A népesség számának alakulása:

## Főbb látnivalói
- Sant'Antonio abate-templom - a 12. században épült, majd a 17. században barokkosították